# Bast
Bast – wieś w Chorwacji, w żupanii splicko-dalmatyńskiej, w gminie Baška Voda. W 2011 roku liczyła 126 mieszkańców.
Osada znana jest od czasów starożytnych pod nazwą "Biston". Pośród pomników kulturowych, można tu znaleźć m.in.: kościół św. Rocha (z XV wieku) i kościół Wniebowstąpienia Błogosławionej Marii Dziewcy (z 1636 roku). Na miejscowym cmentarzu znajdują się średniowieczne płyty nagrobne, a w samej wsi dobrze zachowane przykłady tradycyjnej dalmatyńskiej architektury.
W miejscowości funkcjonują ponadto gospoda, punkt napełniania gazu i kamieniołom.